# Bezirk Andelfingen
Der Bezirk Andelfingen ist ein ländlicher Bezirk im Nordosten des Kantons Zürich in der Schweiz. Die Gegend wird auch als Zürcher Weinland bezeichnet.

## Geografie
Der Bezirk Andelfingen umfasst den grössten Teil des Zürcher Weinlandes. Er erstreckt sich nordwestlich und nördlich der Stadt Winterthur, grenzt im Osten an den Kanton Thurgau und wird im Norden und Nordosten vom Rhein und im Westen vom bewaldeten Hügelzug des Irchels begrenzt. Von Südosten nach Nordwesten durchfliesst die Thur bis zu ihrer Mündung in den Rhein den ganzen Bezirk. Ganz im Norden des Bezirks befindet sich auf der Grenze zum Kanton Schaffhausen der Rheinfall.

## Politische Gemeinden
| Wappen               | Gemeindename         | PLZ            | Einwohner (31. Dezember 2023) | Fläche in km² | Einwohner pro km² |
| -------------------- | -------------------- | -------------- | ----------------------------- | ------------- | ----------------- |
| Andelfingen          | Andelfingen          | 8450           | 3578                          | 16,99         | 211               |
| Benken ZH            | Benken (ZH)          | 8463           | 853                           | 5,66          | 151               |
| Berg am Irchel       | Berg am Irchel       | 8415           | 600                           | 7,01          | 86                |
| Buch am Irchel       | Buch am Irchel       | 8414           | 1032                          | 10,21         | 101               |
| Dachsen              | Dachsen              | 8447           | 1971                          | 2,70          | 730               |
| Dorf                 | Dorf                 | 8458           | 721                           | 5,56          | 130               |
| Feuerthalen          | Feuerthalen          | 8245           | 3811                          | 2,48          | 1537              |
| Flaach               | Flaach               | 8416           | 1488                          | 10,17         | 146               |
| Flurlingen           | Flurlingen           | 8247           | 1514                          | 2,42          | 626               |
| Henggart             | Henggart             | 8444           | 2325                          | 3,03          | 767               |
| Kleinandelfingen     | Kleinandelfingen     | 8451           | 2203                          | 10,29         | 214               |
| Laufen-Uhwiesen      | Laufen-Uhwiesen      | 8248           | 1813                          | 6,28          | 289               |
| Marthalen            | Marthalen            | 8460           | 1953                          | 14,13         | 138               |
| Ossingen             | Ossingen             | 8475           | 1703                          | 13,09         | 130               |
| Rheinau              | Rheinau              | 8462           | 1290                          | 8,95          | 144               |
| Stammheim            | Stammheim            | 8468 8476 8477 | 2902                          | 23,96         | 121               |
| Thalheim an der Thur | Thalheim an der Thur | 8478           | 1026                          | 6,44          | 159               |
| Trüllikon            | Trüllikon            | 8466           | 1095                          | 9,56          | 115               |
| Truttikon            | Truttikon            | 8467           | 470                           | 4,41          | 107               |
| Volken               | Volken               | 8459           | 384                           | 3,20          | 120               |
| Total (20)           | Total (20)           | Total (20)     | 32'732                        | 166,54        | 197               |

## Veränderungen im Gemeindebestand

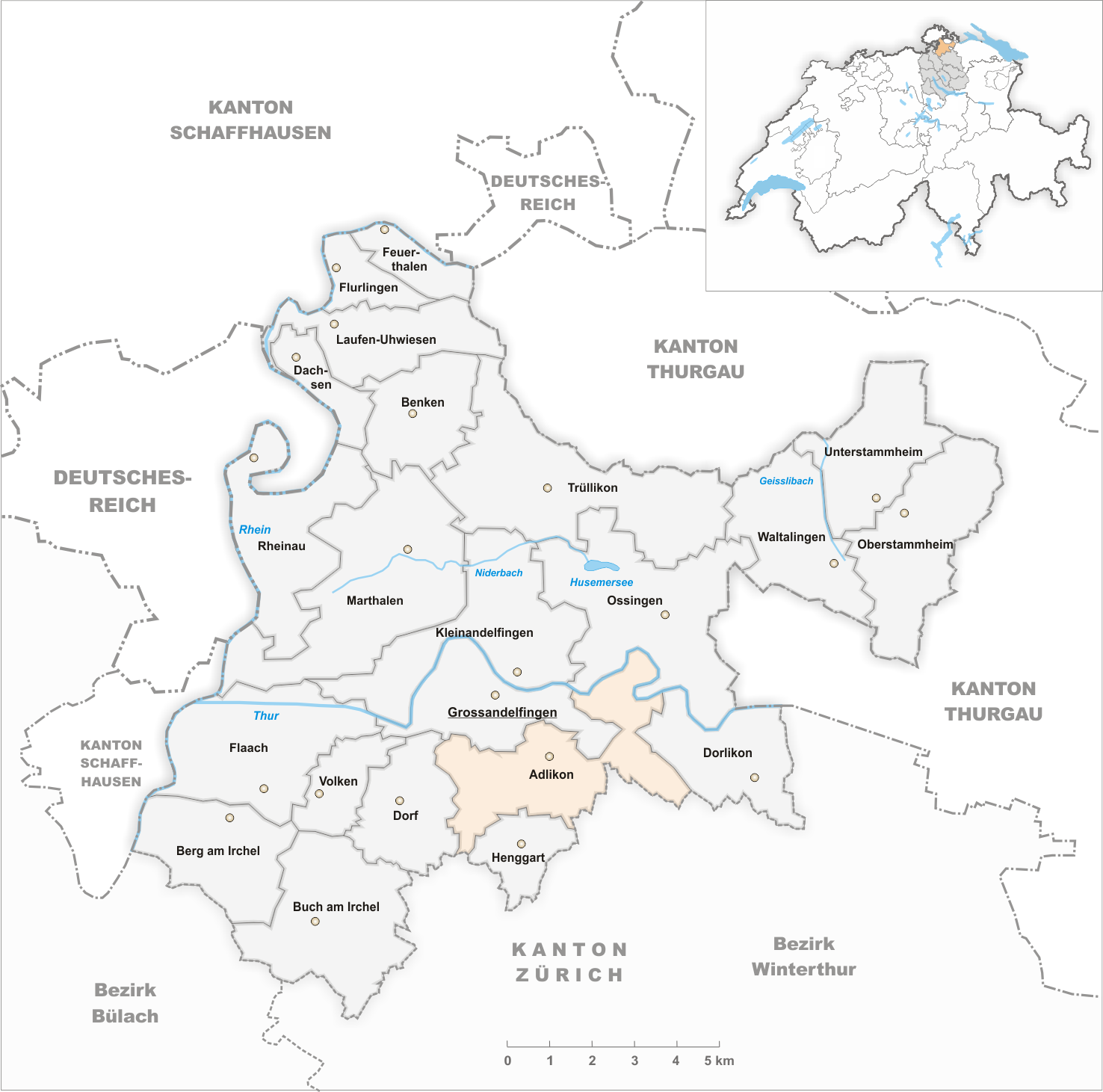
Gemeinden bis 1871
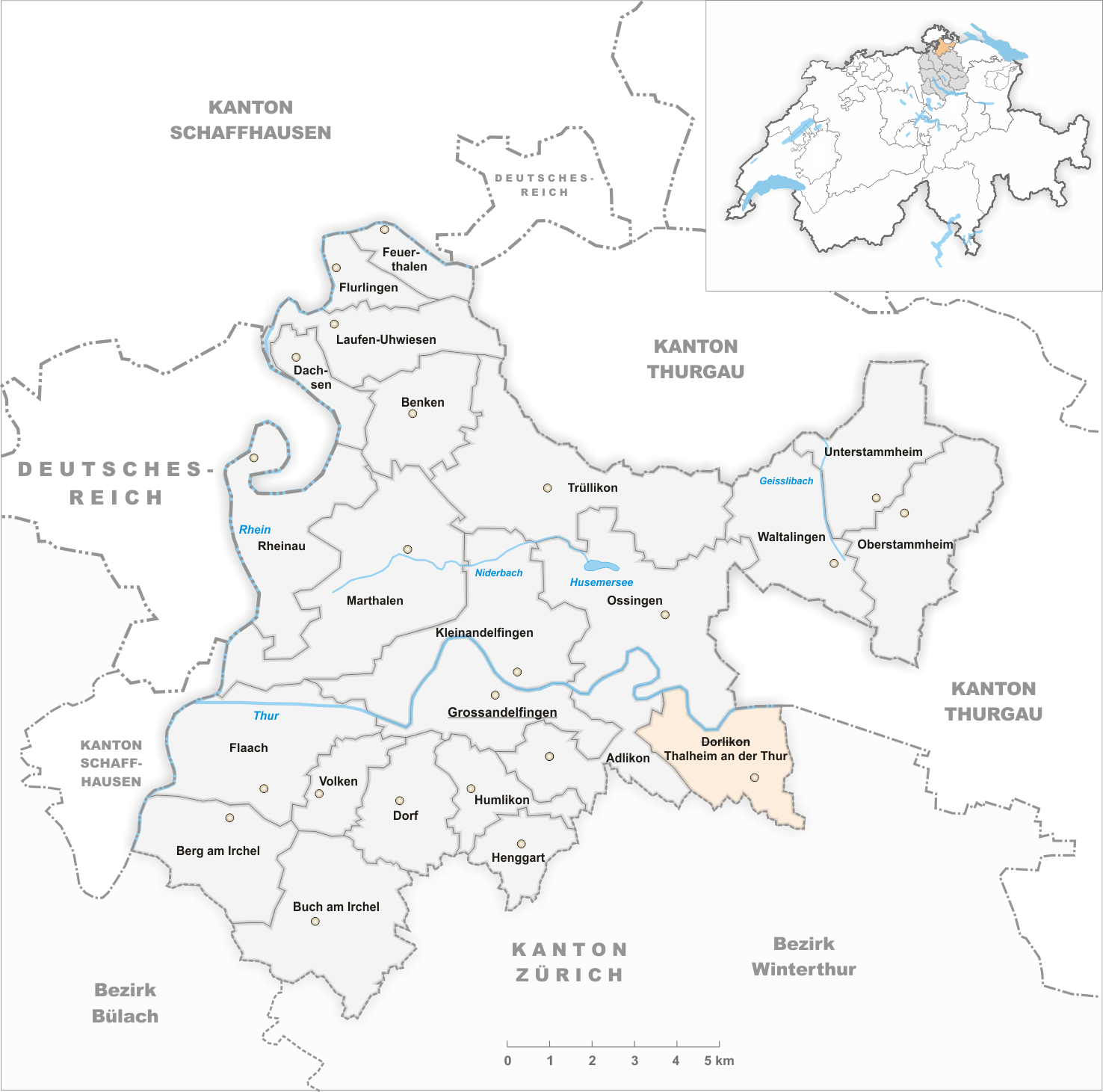
Gemeinden bis 1877
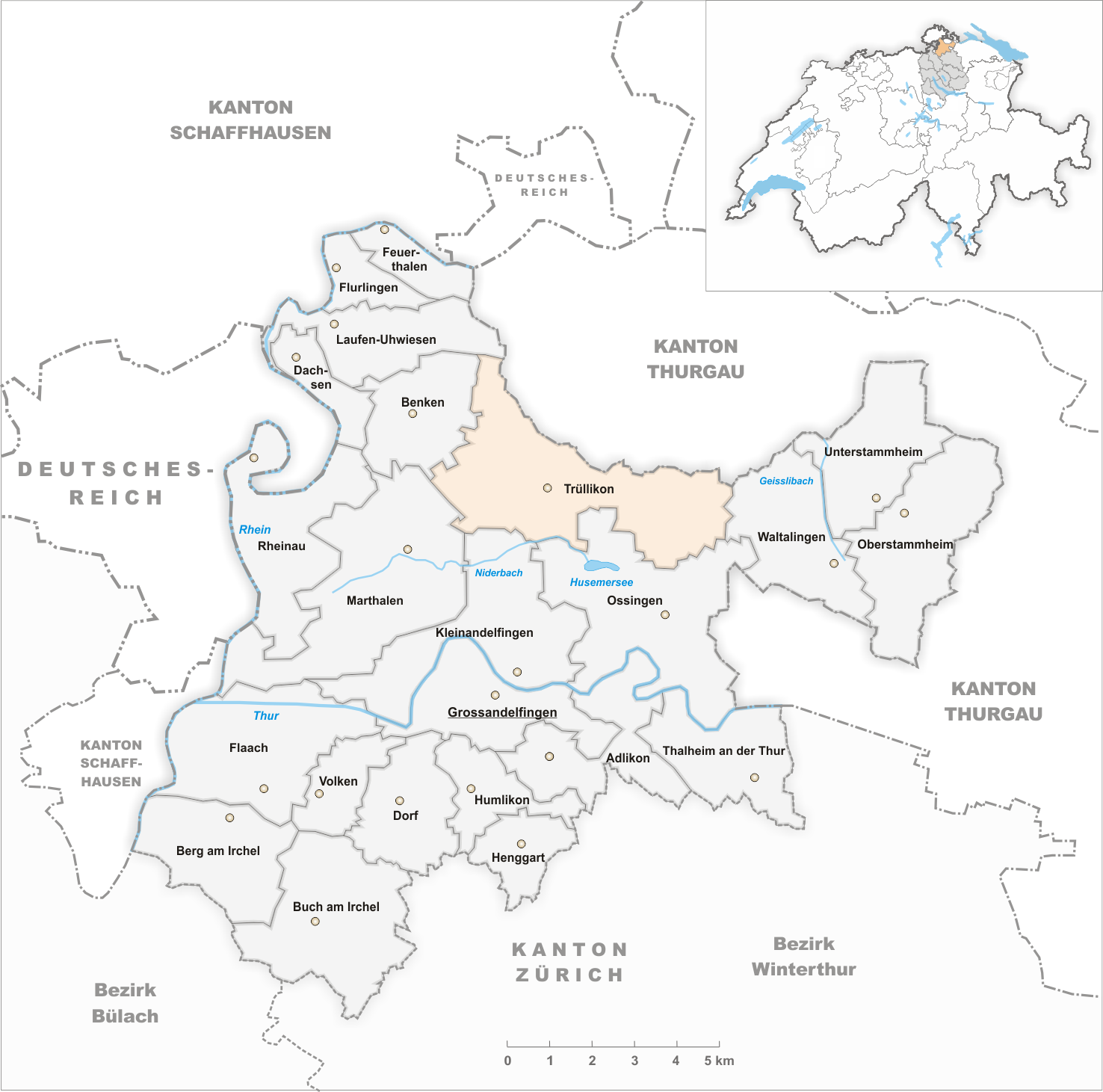
Gemeinden bis 1878
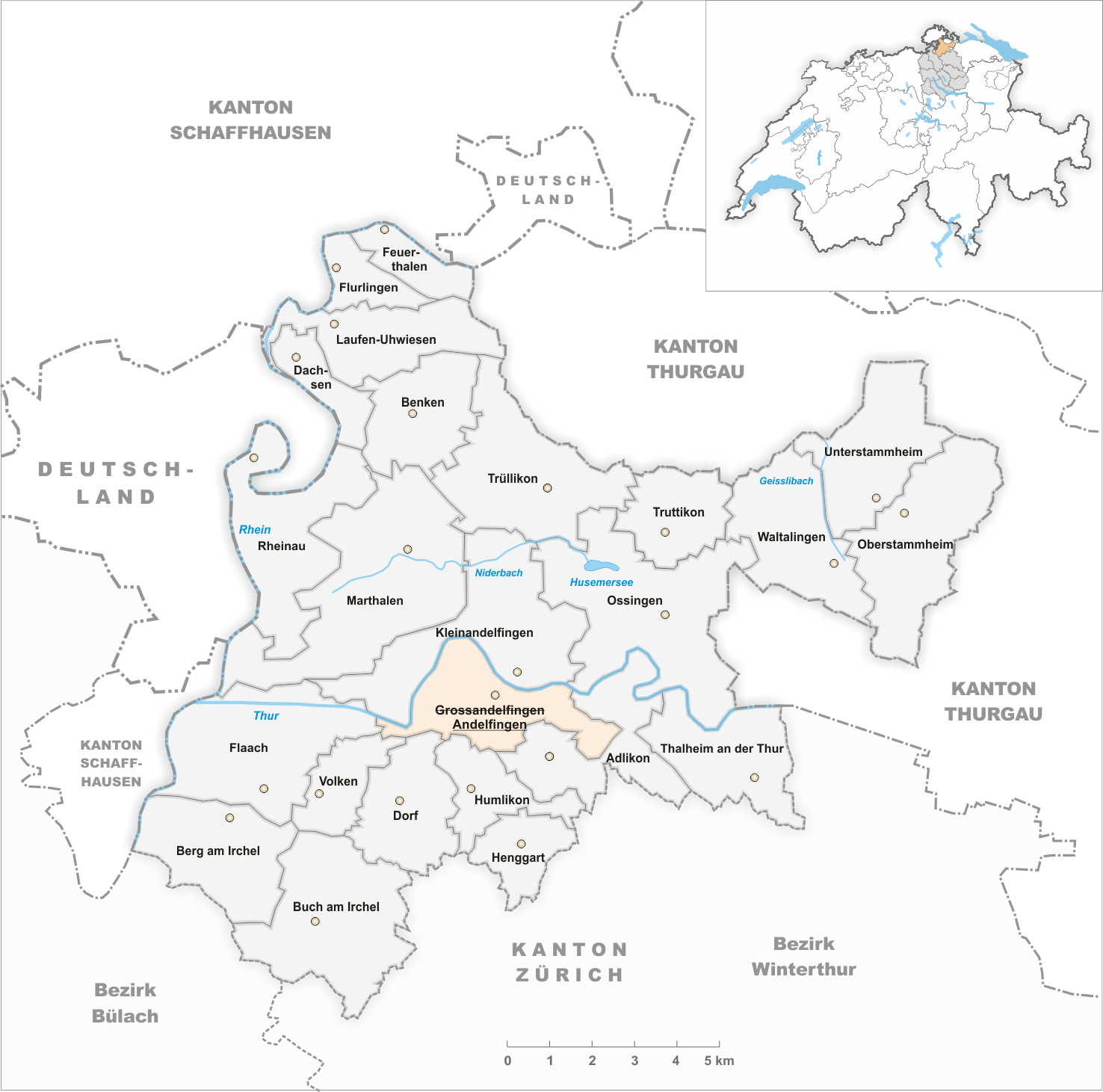
Gemeinden bis 1969
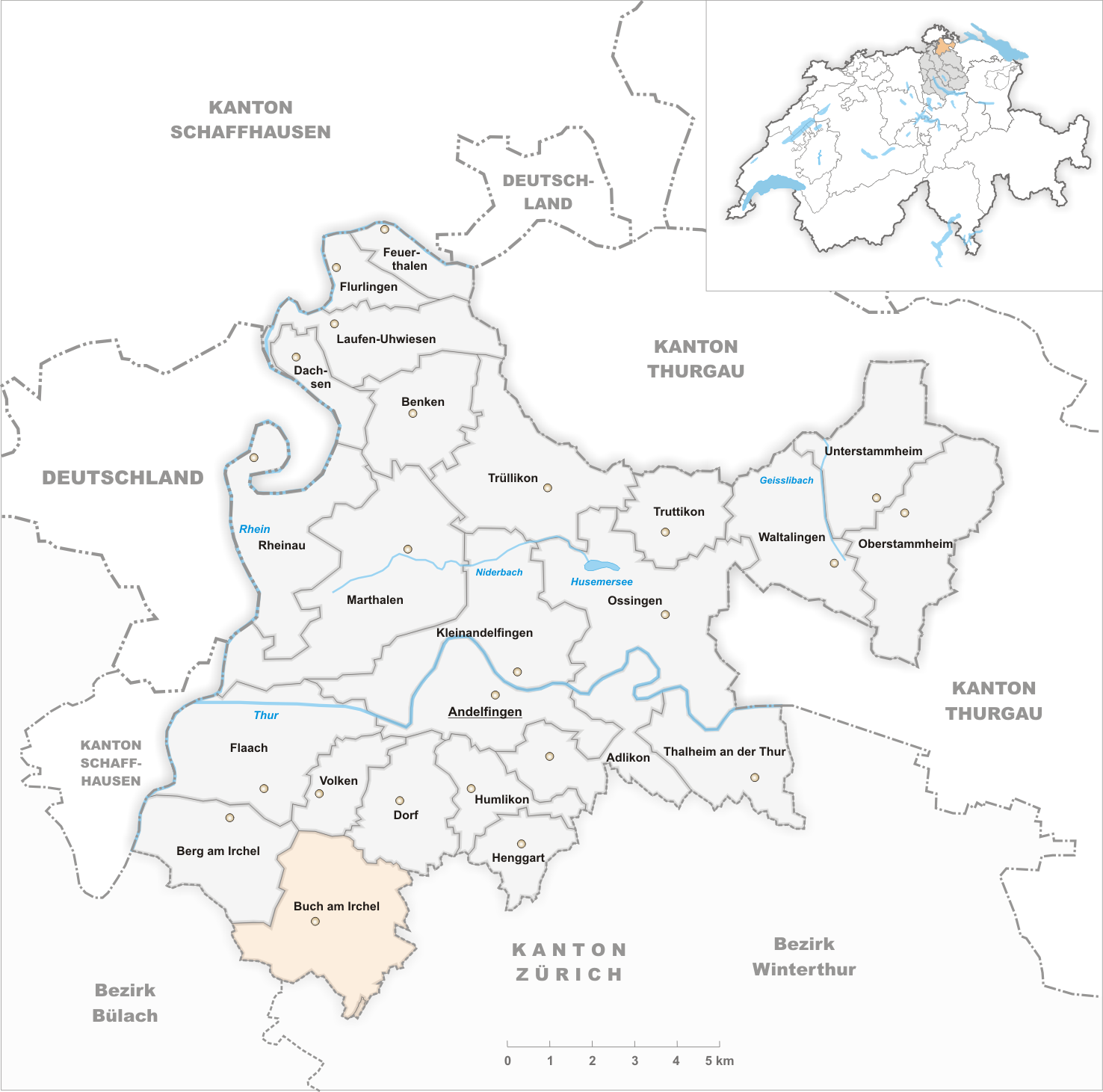
Gemeinden bis 2012
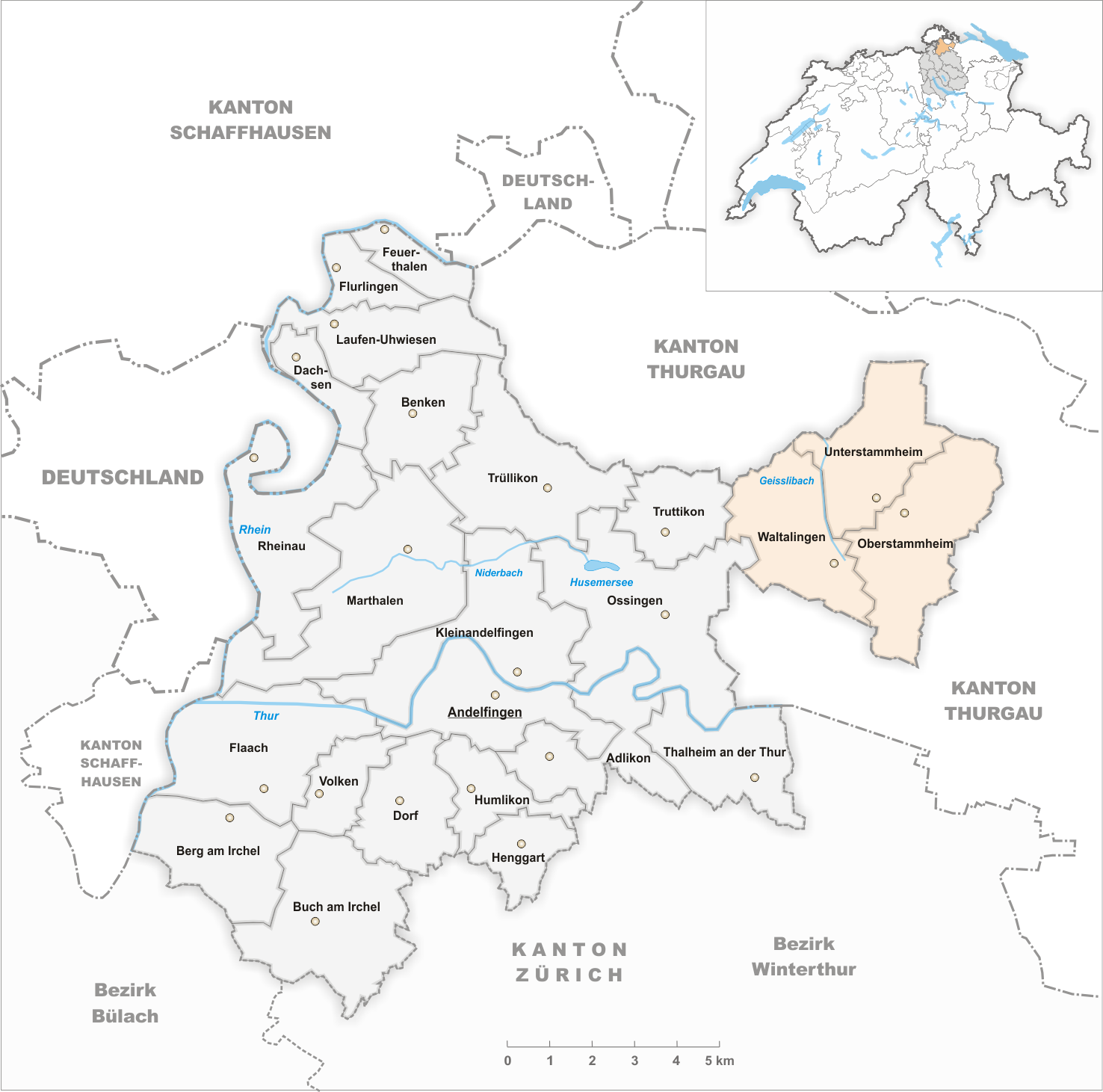
Gemeinden bis 2018
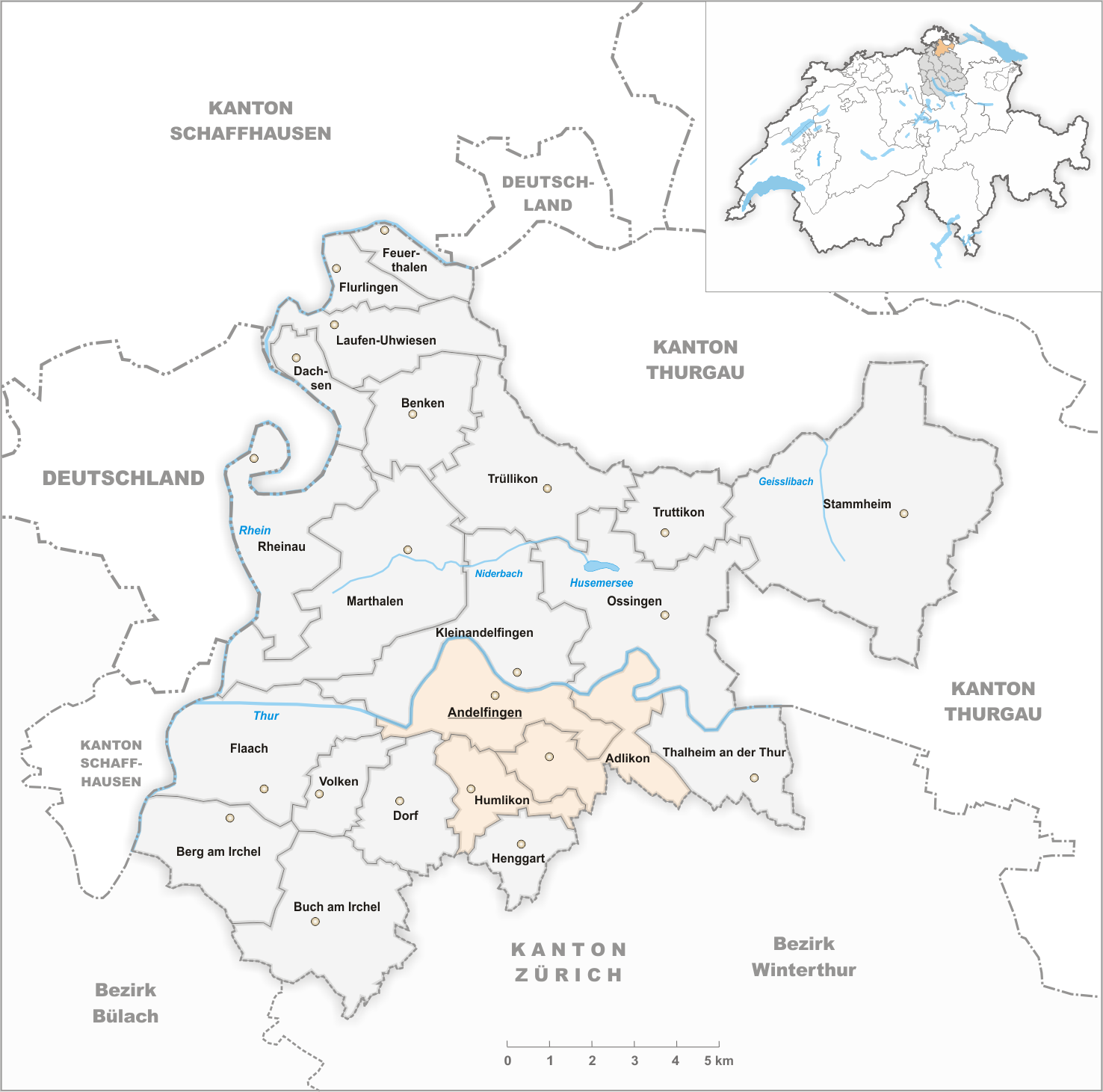
Gemeinden bis 2022

- 1872: Abspaltung von Adlikon → Humlikon
- 1878: Namensänderung Dorlikon → Thalheim an der Thur
- 1879: Abspaltung von Trüllikon → Truttikon
- 1970: Namensänderung Grossandelfingen → Andelfingen
- 2013: Fusion Weiler «Obere Hueb» der Gemeinde Buch am Irchel → Neftenbach
- 2019: Fusion Oberstammheim, Unterstammheim und Waltalingen → Stammheim
- 2023: Fusion Adlikon, Andelfingen und Humlikon  → Andelfingen

## Zivilgemeinden
Bis Ende 2009 bestanden noch folgende Zivilgemeinden:
- Gräslikon (Politische Gemeinde Berg am Irchel)
- Guntalingen (Politische Gemeinde Waltalingen)
- Trüllikon (Politische Gemeinde Trüllikon)
- Wildensbuch (Politische Gemeinde Trüllikon)

Die Zivilgemeinde Rudolfingen wurde zum 1. Januar 2008 aufgelöst und ging in der politischen Gemeinde Trüllikon auf.

## Ortschaften
| PLZ  | Name der Ortschaft   | Gemeinde             |
| ---- | -------------------- | -------------------- |
|      | Dätwil               | Andelfingen          |
|      | Niederwil ZH         | Andelfingen          |
| 8415 | Gräslikon            | Berg am Irchel       |
|      | Bebikon              | Buch am Irchel       |
|      | Desibach             | Buch am Irchel       |
|      | Wiler                | Buch am Irchel       |
| 8246 | Langwiesen           | Feuerthalen          |
| 8453 | Alten                | Kleinandelfingen     |
| 8461 | Oerlingen            | Kleinandelfingen     |
|      | Laufen am Rheinfall  | Laufen-Uhwiesen      |
| 8212 | Nohl                 | Laufen-Uhwiesen      |
| 8248 | Uhwiesen             | Laufen-Uhwiesen      |
| 8464 | Ellikon am Rhein     | Marthalen            |
|      | Burghof              | Ossingen             |
|      | Gisenhard            | Ossingen             |
|      | Langenmoos           | Ossingen             |
|      | Hausen               | Ossingen             |
| 8468 | Guntalingen          | Stammheim            |
| 8477 | Oberstammheim        | Stammheim            |
| 8476 | Unterstammheim       | Stammheim            |
| 8468 | Waltalingen          | Stammheim            |
| 8525 | Wilen b. Neunforn ZH | Stammheim            |
|      | Gütighausen          | Thalheim an der Thur |
| 8465 | Rudolfingen          | Trüllikon            |
| 8465 | Wildensbuch          | Trüllikon            |